# Пільноолексинецький став
Пільноолексине́цький став — гідрологічна пам'ятка природи місцевого значення в Україні. Розташована в межах Городоцької міської ради Хмельницького району Хмельницької області, за 2,5 км на північний схід від села Пільний Олексинець.
Площа 19 га. Статус присвоєно згідно з рішенням сесії обласної ради від 1.11.1996 року № 2. Перебуває у віданні: Городоцька міська рада.
До 28 березня 2024 року мав назву «Міліцейський».